# Agustín Creevy

a Compétitions nationales et continentales officielles uniquement.

b Matchs officiels uniquement.
Dernière mise à jour le 30 septembre 2024.
Agustín Creevy, né le 15 mars 1985 à La Plata (Argentine), est un joueur international argentin de rugby à XV jouant principalement au poste de talonneur.

## Biographie

### Carrière en club
Agustín Creevy naît à La Plata en Argentine. Il est formé au rugby à XV au sein du Club San Luis.
À partir de 2007 et jusqu'en 2009, il évolue en France avec le Biarritz olympique en Top 14.
Après ce passage à l'étranger, il rentre en Argentine pour rejouer dans son ancien club de San Luis.
En septembre 2010, il fait son retour en France et s'engage à l'ASM Clermont Auvergne en tant que joker médical de Willie Wepener.
À partir de la saison 2011-2012, il s'engage pour le Montpellier HR. Il reste deux saisons dans ce club puis rejoint l'Angleterre et les Worcester Warriors dès l'été 2013.
En avril 2015, il annonce son retour en Argentine à la fin de la saison, afin de jouer avec la nouvelle franchise argentine des Jaguares, qui intègre le Super Rugby à partir de la saison 2016, dont il est notamment nommé capitaine.
En août 2020, il retourne en Angleterre et s'engage aux London Irish. À la suite de la faillite de ces derniers à l'issue de la saison 2022-2023, il rejoint les Sale Sharks pour un contrat d'une saison. Il quitte les Sale Sharks à la fin de son unique saison avec eux.
Fin septembre 2024, il s'engage pour le Benetton Trévise.

### Carrière en équipe nationale
Agustín Creevy a honoré sa première cape internationale avec l'équipe d'Argentine le 23 avril 2005 contre l'équipe du Japon.
En 2011, il est l'un des deux talonneurs argentins sélectionnés pour la Coupe du monde avec le titulaire Mario Ledesma.
En 2014, le nouveau sélectionneur Daniel Hourcade le nomme capitaine de l'équipe d'Argentine pour le Rugby Championship.
En août 2015, il est sélectionné pour la Coupe du monde et capitaine de la sélection.
En 2018, il bat le record de capitanats avec l'Argentine en l'étant à quarante-neuf reprises. Il porte ensuite ce record à cinquante-et-une unité,. Durant l'automne 2018, le sélectionneur Mario Ledesma le destitue de son statut de capitaine au profit de Pablo Matera, quelques mois avant la Coupe du monde 2019.
Au mois d'août 2019, il est sélectionné dans le groupe argentin pour disputer sa troisième Coupe du monde.
En juin 2022, il fait son retour en sélection à la suite de la nomination de Michael Cheika en tant que sélectionneur, après n'avoir plus été sélectionné depuis le Mondial 2019 par son prédécesseur Mario Ledesma.
Le 5 août 2023, il devient le premier Puma à atteindre les 100 sélections,. Deux jours plus tard, il est sélectionné pour la Coupe du monde 2023, sa quatrième. Pendant la compétition, il égale le record de matchs joués par un Argentin en Coupe du monde, détenu par Mario Ledesma avec dix-huit rencontres, lors de la troisième journée de poule contre le Chili,. Il dispute quatre autres rencontres après celle-ci et porte ce record à vingt-deux rencontres.
Durant le Rugby Championship 2024, il annonce sa retraite internationale et joue son dernier match, sa 110e cape soit le record argentin à ce moment, à l'occasion de la troisième journée contre l'Australie dans sa ville natale de La Plata.

## Statistiques en équipe nationale
Agustín Creevy compte 110 sélections avec l'équipe d'Argentine, dont 63 en tant que titulaire, depuis son premier match disputé le 23 avril 2005 à Buenos Aires contre l'équipe du Japon. Il inscrit trente points, six essais.
Il participe à onze éditions du Rugby Championship, en 2012, 2013, 2014, 2015, 2016, 2017, 2018, 2019, 2022, 2023 et 2024 disputant 46 rencontres dont 30 en tant que titulaire, et inscrivant quatre essais.
Il participe à quatre éditions de la Coupe du monde : en 2011, il dispute cinq rencontres, face à l'Angleterre, la Roumanie, l'Écosse, la Géorgie et la Nouvelle-Zélande. En 2015, il dispute six matchs, contre la Nouvelle-Zélande, la Géorgie, les Tonga, la Namibie, l'Irlande et l'Australie. En 2019, il prend part aux rencontres contre la France, les Tonga, l'Angleterre et les États-Unis. Et en 2023, il dispute sept matchs contre l'Angleterre, les Samoa, le Chili, le Japon, le pays de Galles, la Nouvelle-Zélande et l'Angleterre.

## Palmarès
- Vainqueur de la Vodacom Cup en 2011 avec les Pampas XV[25].
- Vainqueur du RFU championship en 2015 avec Worcester.